# Lacuna (fisica)
In elettronica la lacuna elettronica, chiamata anche semplicemente lacuna, è, insieme all'elettrone, uno dei due portatori di carica che contribuiscono al passaggio di corrente elettrica nei metalli e nei semiconduttori.

## Descrizione
La lacuna ha in valore assoluto la stessa carica dell'elettrone, ma contrariamente a quanto accade a questa particella, la sua carica è positiva. Analogamente a come è definita la massa dell'elettrone all'interno di un semiconduttore (in approssimazione della massa efficace), la massa di una lacuna varia a seconda del materiale e del livello energetico cui appartiene, ma è sempre maggiore di quella degli elettroni nel medesimo materiale. Altra caratteristica delle lacune è che la loro mobilità è minore di quella degli elettroni: nel silicio il rapporto tra la mobilità degli elettroni e quella delle lacune vale all'incirca 2,5 - 3.
Per quanto sia conveniente considerare le lacune come dei reali portatori di carica positiva, è importante ricordare che la lacuna è una quasiparticella, schematizzabile come la mancanza di un elettrone all'interno di un semiconduttore.
Quando un cristallo di silicio (tetravalente) viene drogato con atomi trivalenti (ad esempio di boro), che hanno solo tre elettroni nello stato di valenza, uno dei quattro legami del silicio rimane libero. Gli elettroni adiacenti possono quindi spostarsi con una certa facilità e andare a occupare questa posizione libera; questa posizione viene quindi chiamata vacanza o lacuna.
Un osservatore esterno, concentrandosi sul movimento di una lacuna, vedrebbe una carica positiva che si sposta, anche se ciò non è altro che il risultato dello spostamento degli elettroni nel senso inverso. Dunque una corrente di elettroni equivale a tutti gli effetti a una corrente di lacune: per questo il comportamento elettrico di un semiconduttore può essere descritto indifferentemente in termini di corrente di elettroni o lacune. Per quanto detto, ciascuna delle due correnti è uguale all'altra.
La descrizione della lacuna come una particella con carica positiva è comunque molto utile e permette di descrivere facilmente e accuratamente il comportamento dei semiconduttori. In fisica dello stato solido si descrive inoltre uno stato legato tra lacuna ed elettrone, che prende il nome di eccitone.